# Eva Busch

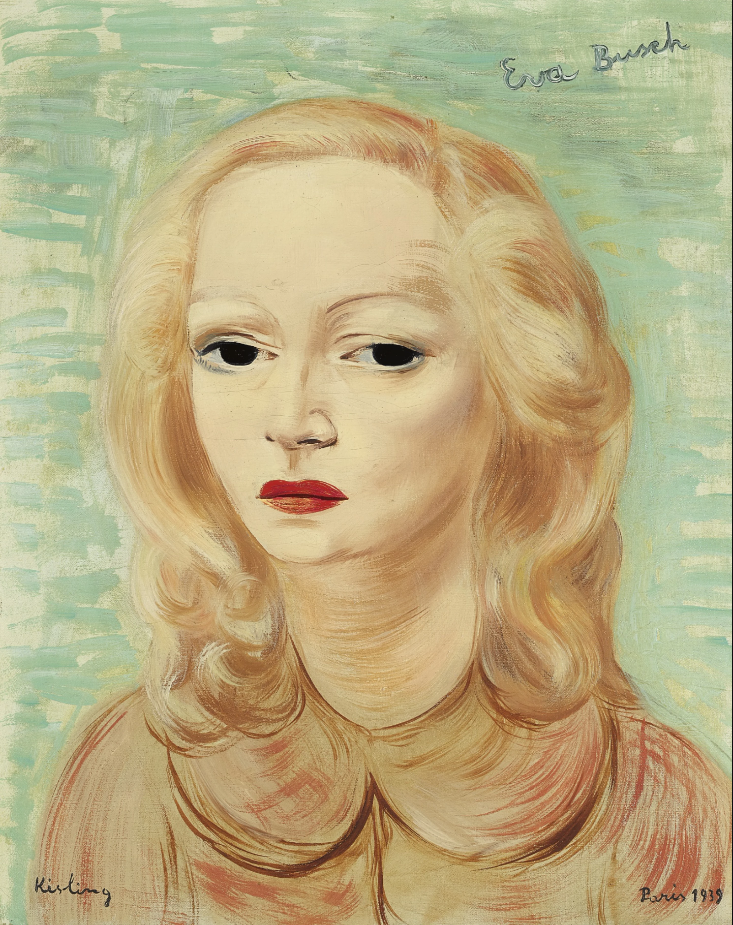
Retrato de Eva Busch por Moïse Kisling

Eva Busch (22 de mayo de 1909, Berlín - 20 de julio de 2001, Múnich) fue una cantante popular y de cabaret alemana.

## Trayectoria
Nacida Eva Zimmermann, fue hija ilegítima del director de oruqesta Franz Beidler y de la soprano wagneriana Emmy Zimmermann, nació el día del natalicio de Richard Wagner (22 de mayo). 
Comienza su carrera bajo el nombre de Eva Zimmermann hasta contraer matrimonio con Ernst Busch.
Durante los años que precedieron a la Segunda Guerra Mundial trabajó en el Berliner Volksbühne (Teatro del pueblo berlinés) y en cabaret junto a su marido, el antifascista y comunista Ernst Busch en canciones de Walter Mehring, Kurt Tucholsky y Bertolt Brecht.
Entre 1933-36, con la ascensión del nazismo, la pareja emigró a Holanda, Bélgica, Suiza, Londres y Nueva York. 
Regresan a Francia y se separan de común acuerdo. 
En 1937, Ernst marchó al frente y a luchar en la resistencia de la guerra civil española; ella se mudó a París para cantar en cabarets hasta su arresto en 1941.
Durante la ocupación alemana de Francia participó en teatros y películas. Goebbels era fanático de sus canciones
Al final de la guerra fue internada en el Campo de Gurs.
En 1946 conoció al periodista George Sinclair con quien viviría. 
Durante las décadas de los 50 y 60 desarrolló una destacada carrera teatral y discográfica.
En 1980 participa a los 71 años en una serie de emisiones en Berlín como "leyenda viviente".
En 1990 publica sus memorias: "Und trotzdem" ("Y sin embargo") donde revela que era hija del director Franz Beidler, nieto político de Richard Wagner.